# Antolín Alcaraz
Antolín Alcaraz Viveros (San Roque González de Santa Cruz, 30 de julio de 1982) es un exfutbolista y entrenador paraguayo. Actualmente dirige a la selección de fútbol sub-20 de Paraguay. Como futbolista se desempeñaba en la posición de defensa central y pasó por clubes como el Wigan Athletic, Everton FC y Fiorentina, entre otros. Fue parte de la selección paraguaya que hizo historia en la Copa Mundial de la FIFA 2010, alcanzando los cuartos de final por primera vez en la historia del país, y participó en la Copa América 2011, donde su equipo llegó a la final y logró el subcampeonato.

## Trayectoria

### Primeros años
Inició su carrera futbolística en el club Tte. Fariña. Con tan solo 18 años se incorpora a la reserva de Racing Club en 2001 y permanece allí hasta 2002 sin lograr debutar en la Primera división Argentina. A los 20 años, la Fiorentina lo lleva a Europa. Pero fue en Portugal, en el Beira-Mar, donde se vio el desarrollo de Alcaraz como un defensor de oficio. En su última temporada en el Beira-Mar, fue el capitán del equipo.
En 2007 fichó por el Brujas de Bélgica, uno de los clubes más importantes de ese país. 

### Wigan Athletic

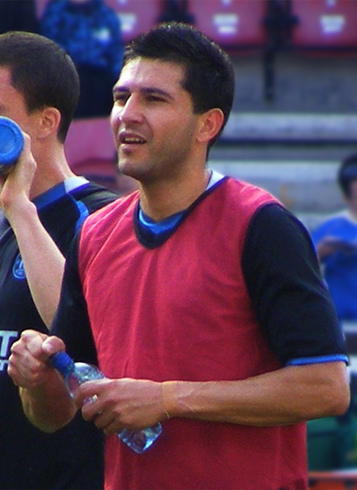
Alcaraz en el Wigan en 2011.

En el 2010 firmó contrato con el Wigan Athletic de Inglaterra, equipo con el que durante la tercera fecha de la Premier League 2010-11 apareció por primera vez con el brazalete de capitán. Marcó su primer gol en el Wigan el 11 de septiembre en un partido ante el Sunderland. En los 3 equipos europeos en los que tuvo continuidad, fue el mejor defensor durante su estadía en esos equipos, siendo con el Wigan Athletic uno de los mejores centrales de la Premier League 2011-12.
En mayo de 2013, Alcaraz conquistó su primer título con el Wigan al quedarse con la FA Cup.

### Otros clubes
Tras la conclusión del contrato con el Wigan Athletic firmó por dos temporadas por el Everton, club entrenado por su entrenador en su etapa en Wigan, Roberto Martínez.
El 2 de agosto de 2015 se confirma su fichaje por la U. D. Las Palmas para reforzar la defensa del recién ascendido conjunto canario. Llega libre tras desvincularse del Everton.
Tras un buen inicio de temporada, Antolín cae lesionado el 1 de octubre. La recuperación se alargó mucho más de lo esperado, de manera que en enero de 2016 se produce la rescisión del contrato de mutuo acuerdo. Unas semanas más tarde se incorpora al Club Libertad paraguayo.

## Selección nacional
Debutó con la selección de fútbol de Paraguay el 19 de noviembre de 2008, en un amistoso frente a Omán en Mascate. En octubre de 2009 fue citado por primera vez para disputar encuentros oficiales, en el marco de la eliminatoria sudamericana para el Mundial de 2010.
En su debut en la Mundial de 2010 anotó el gol de Paraguay, en el empate a uno ante la Selección Italiana. Fue su primer tanto con la escuadra albirroja. Además ha sido electo mejor jugador del partido.
También fue partícipe de los convocados en la Copa América 2011.

### Goles en la Selección
| Goles con la Selección de Paraguay | Goles con la Selección de Paraguay | Goles con la Selección de Paraguay | Goles con la Selección de Paraguay | Goles con la Selección de Paraguay | Goles con la Selección de Paraguay | Goles con la Selección de Paraguay | Goles con la Selección de Paraguay | Goles con la Selección de Paraguay |
| Resultados                         | Resultados                         | Resultados                         | Resultados                         | Lugar                              | Estadio                            | Fecha                              | Tipo                               | Goles                              |
| ---------------------------------- | ---------------------------------- | ---------------------------------- | ---------------------------------- | ---------------------------------- | ---------------------------------- | ---------------------------------- | ---------------------------------- | ---------------------------------- |
| Paraguay                           | 1                                  | 1                                  | Italia                             | Ciudad del Cabo                    | Estadio Green Point                | 14 de junio de 2010                | Copa del Mundo 2010                | 1 gol                              |
| Paraguay                           | 3                                  | 3                                  | Venezuela                          | Ciudad de Salta                    | Estadio Padre Ernesto Martearena   | 13 de julio de 2011                | Copa América 2011                  | 1 gol                              |

#### Participaciones en Copa América
| Copa              | Sede      | Resultado  | Part. | Goles |
| ----------------- | --------- | ---------- | ----- | ----- |
| Copa América 2011 | Argentina | Subcampeón | 3     | 1     |

### Participaciones en Copas del Mundo
| Mundial                      | Sede      | Resultado        | Part. | Goles |
| ---------------------------- | --------- | ---------------- | ----- | ----- |
| Copa Mundial de la FIFA 2010 | Sudáfrica | Cuartos de final | 4     | 1     |

## Clubes

### Como jugador
| Club                  | País       | Año       |
| --------------------- | ---------- | --------- |
| Racing Club           | Argentina  | 2001-2002 |
| Fiorentina            | Italia     | 2002      |
| Sport Clube Beira-Mar | Portugal   | 2003-2007 |
| Brujas                | Bélgica    | 2007-2010 |
| Wigan Athletic        | Inglaterra | 2011-2013 |
| Everton FC            | Inglaterra | 2013-2015 |
| UD Las Palmas         | España     | 2015-2016 |
| Libertad              | Paraguay   | 2016-2018 |
| Olimpia               | Paraguay   | 2019-2023 |

### Como entrenador
| Equipo                          | País     | Año       |
| ------------------------------- | -------- | --------- |
| Selección de fútbol de Paraguay | Paraguay | 2025-act. |

## Estadísticas

### Clubes
Actualizado al último partido jugado el 29 de marzo de 2022.
| Club             | Temp.         | Liga          | Liga   | Liga  | Copa   | Copa  | Internacional | Internacional | Otros  | Otros | Total  | Total |
| Club             | Temp.         | División      | Parts. | Goles | Parts. | Goles | !Parts.       | Goles         | Parts. | Goles | Parts. | Goles |
| ---------------- | ------------- | ------------- | ------ | ----- | ------ | ----- | ------------- | ------------- | ------ | ----- | ------ | ----- |
| SC Beira-Mar     | 2002/03       | 1.ª           | 12     | 0     | 0      | 0     | 0             | 0             | 0      | 0     | 12     | 0     |
| SC Beira-Mar     | 2003/04       | 1.ª           | 21     | 1     | 0      | 0     | 0             | 0             | 0      | 0     | 21     | 1     |
| SC Beira-Mar     | 2004/05       | 1.ª           | 24     | 1     | 0      | 0     | 0             | 0             | 0      | 0     | 24     | 1     |
| SC Beira-Mar     | 2005/06       | 2da           | 29     | 0     | 0      | 0     | 0             | 0             | 0      | 0     | 29     | 0     |
| SC Beira-Mar     | 2006/07       | 1ra           | 26     | 3     | 0      | 0     | 0             | 0             | 0      | 0     | 26     | 3     |
| SC Beira-Mar     | Total         | Total         | 112    | 5     | 0      | 0     | 0             | 0             | 0      | 0     | 112    | 5     |
| Brujas KV        | 2007/08       | 1ra           | 10     | 1     | 0      | 0     | 0             | 0             | 0      | 0     | 10     | 1     |
| Brujas KV        | 2008/09       | 1ra           | 29     | 3     | 3      | 0     | 6             | 1             | 0      | 0     | 38     | 4     |
| Brujas KV        | 2009/10       | 1ra           | 29     | 1     | 0      | 0     | 11            | 0             | 0      | 0     | 40     | 1     |
| Brujas KV        | Total         | Total         | 68     | 5     | 3      | 0     | 17            | 1             | 0      | 0     | 88     | 6     |
| Wigan            | 2010/11       | 1ra           | 34     | 1     | 4      | 0     | 0             | 0             | 0      | 0     | 38     | 1     |
| Wigan            | 2011/12       | 1ra           | 25     | 2     | 0      | 0     | 0             | 0             | 0      | 0     | 25     | 2     |
| Wigan            | 2012/13       | 1ra           | 10     | 0     | 4      | 0     | 0             | 0             | 0      | 0     | 14     | 0     |
| Wigan            | Total         | Total         | 69     | 3     | 8      | 0     | 0             | 0             | 0      | 0     | 77     | 3     |
| Everton FC       | 2013/14       | 1ra           | 6      | 0     | 1      | 0     | 0             | 0             | 0      | 0     | 7      | 0     |
| Everton FC       | 2014/15       | 1ra           | 8      | 0     | 1      | 0     | 5             | 0             | 0      | 0     | 14     | 0     |
| Everton FC       | Total         | Total         | 14     | 0     | 2      | 0     | 5             | 0             | 0      | 0     | 21     | 0     |
| U. D. Las Palmas | 2015/16       | 1ra           | 6      | 1     | 1      | 0     | 0             | 0             | 0      | 0     | 7      | 1     |
| U. D. Las Palmas | Total         | Total         | 6      | 1     | 1      | 0     | 0             | 0             | 0      | 0     | 7      | 1     |
| Libertad         | 2016          | 1ra           | 25     | 0     | 0      | 0     | 0             | 0             | 0      | 0     | 25     | 0     |
| Libertad         | 2017          | 1ra           | 22     | 1     | 0      | 0     | 11            | 0             | 0      | 0     | 33     | 1     |
| Libertad         | 2018          | 1ra           | 27     | 1     | 0      | 0     | 7             | 0             | 0      | 0     | 34     | 1     |
| Libertad         | Total         | Total         | 74     | 2     | 0      | 0     | 18            | 0             | 0      | 0     | 92     | 2     |
| Olimpia          | 2019          | 1ra           | 23     | 4     | 0      | 0     | 8             | 0             | 0      | 0     | 31     | 4     |
| Olimpia          | 2020          | 1ra           | 19     | 1     | 0      | 0     | 6             | 0             | 0      | 0     | 25     | 1     |
| Olimpia          | 2021          | 1ra           | 22     | 1     | 3      | 0     | 6             | 0             | 0      | 0     | 31     | 1     |
| Olimpia          | 2022          | 1ra           | 3      | 0     | 0      | 0     | 6             | 0             | 0      | 0     | 9      | 0     |
| Olimpia          | Total         | Total         | 67     | 6     | 3      | 0     | 26            | 0             | 0      | 0     | 96     | 6     |
| Total carrera    | Total carrera | Total carrera | 410    | 21    | 17     | 0     | 66            | 1             | 0      | 0     | 493    | 22    |

### Goles en la UEFA Europa League
| Resultados | Resultados | Resultados | Resultados | Lugar    | Estadio             | Fecha                  | Temporada | Gol(es) |
| ---------- | ---------- | ---------- | ---------- | -------- | ------------------- | ---------------------- | --------- | ------- |
| Brujas     | 1          | 1          | Valencia   | Valencia | Estadio de Mestalla | 4 de diciembre de 2008 | 2008-2009 | 1 gol   |

## Palmarés

### Como jugador

#### Títulos nacionales
| Título                     | Club           | País       | Año     |
| -------------------------- | -------------- | ---------- | ------- |
| Primera División Argentina | Racing Club    | Argentina  | 2001    |
| FA Cup                     | Wigan Athletic | Inglaterra | 2012-13 |
| Primera División           | Libertad       | Paraguay   | 2016-A  |
| Primera División           | Libertad       | Paraguay   | 2017-A  |
| Primera División           | Olimpia        | Paraguay   | 2019-A  |
| Primera División           | Olimpia        | Paraguay   | 2019-C  |
| Primera División           | Olimpia        | Paraguay   | 2020-C  |
| Copa Paraguay              | Olimpia        | Paraguay   | 2021    |
| Supercopa Paraguay         | Olimpia        | Paraguay   | 2021    |
| Primera División           | Olimpia        | Paraguay   | 2022-C  |

### Distinciones individuales

#### Como jugador
| Distinción                                                                  | Año  |
| --------------------------------------------------------------------------- | ---- |
| Budweiser jugador del partido (Italia 1-1 Paraguay/Copa Mundial de la FIFA) | 2010 |

### Condecoraciones

#### Como jugador
| Condecoración                                                          | Año  |
| ---------------------------------------------------------------------- | ---- |
| Condecoración Especial por la Presidencia de la República del Paraguay | 2010 |